# Santiago Matamoros

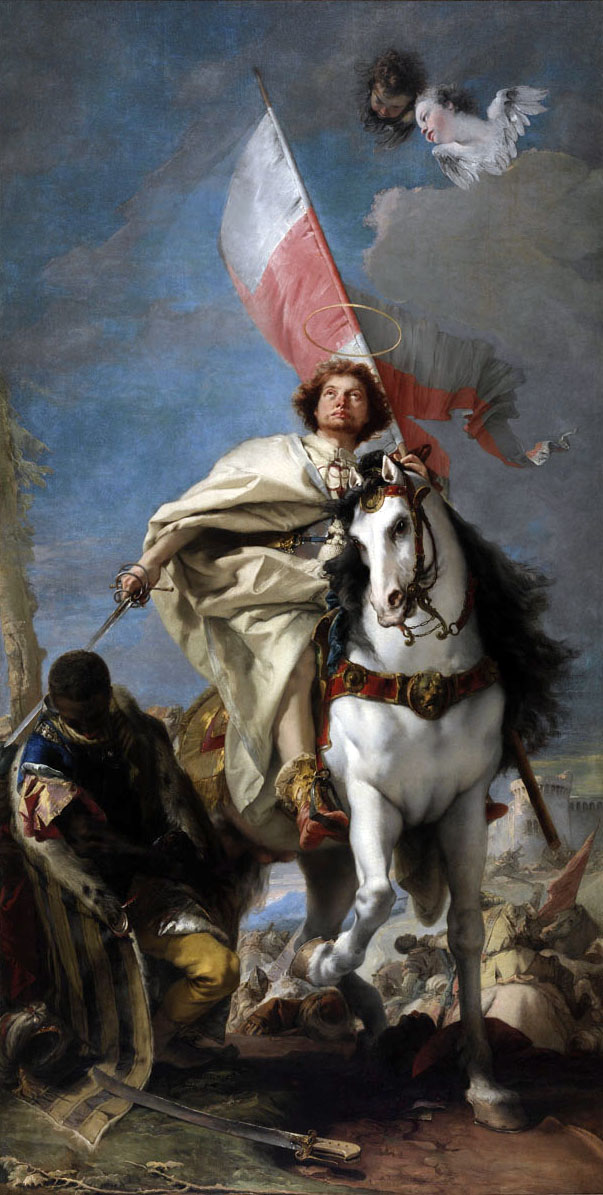
Santiago Matamoros por Giovanni Battista Tiepolo (Museo de Bellas Artes, Budapest). Su manto es el de esa orden militar.

Santiago Matamoros es el nombre que popularmente se da a la representación iconográfica del apóstol Santiago el Mayor cuando se le representa como caballero en combate contra los moros tal como se le describe en las crónicas medievales, según las cuales intervino milagrosamente en favor de los cristianos contra los musulmanes durante la batalla de Clavijo, supuestamente el 23 de mayo del año 844. En realidad, es un hecho legendario creado siglos después, tomando aspectos de la real batalla de Monte Laturce de 859, como demostró Claudio Sánchez-Albornoz en 1948. El historiador Jean Mitchell-Lanham afirma que: «Si bien este evento se basa en la leyenda, la supuesta batalla ha proporcionado uno de los iconos ideológicos más fuertes de la identidad nacional española».

## Origen de la tradición
La tradición española del Matamoros se remontaría supuestamente al reinado de Ramiro I (muerto en 850) que sucedió en el trono de Asturias a su tío Alfonso el Casto (muerto en 842). Al fallecer su tío, los musulmanes andalusíes del Emirato de Córdoba reclamaron el tributo de las cien doncellas (cincuenta hidalgas y cincuenta plebeyas) que tenían impuesto a los reinos cristianos del norte. Ramiro I, que estaba en Bardulia (antiguo nombre de la primitiva Castilla), no quiso entregarles las cien doncellas y se encontró frente a frente con la morisma en Clavijo donde en la víspera de la batalla, según la tradición, se le aparece en sueños el apóstol Santiago, que le comunica que ha sido designado por Dios como Patrón de las Españas. Santiago anima a Ramiro al combate y le pide que lo invoque. Los españoles dan batalla al grito de «¡Dios ayuda a Santiago!», y los moros son vencidos, matando más de cinco mil moros en aquella jornada.

## Representaciones artísticas e influencia cultural

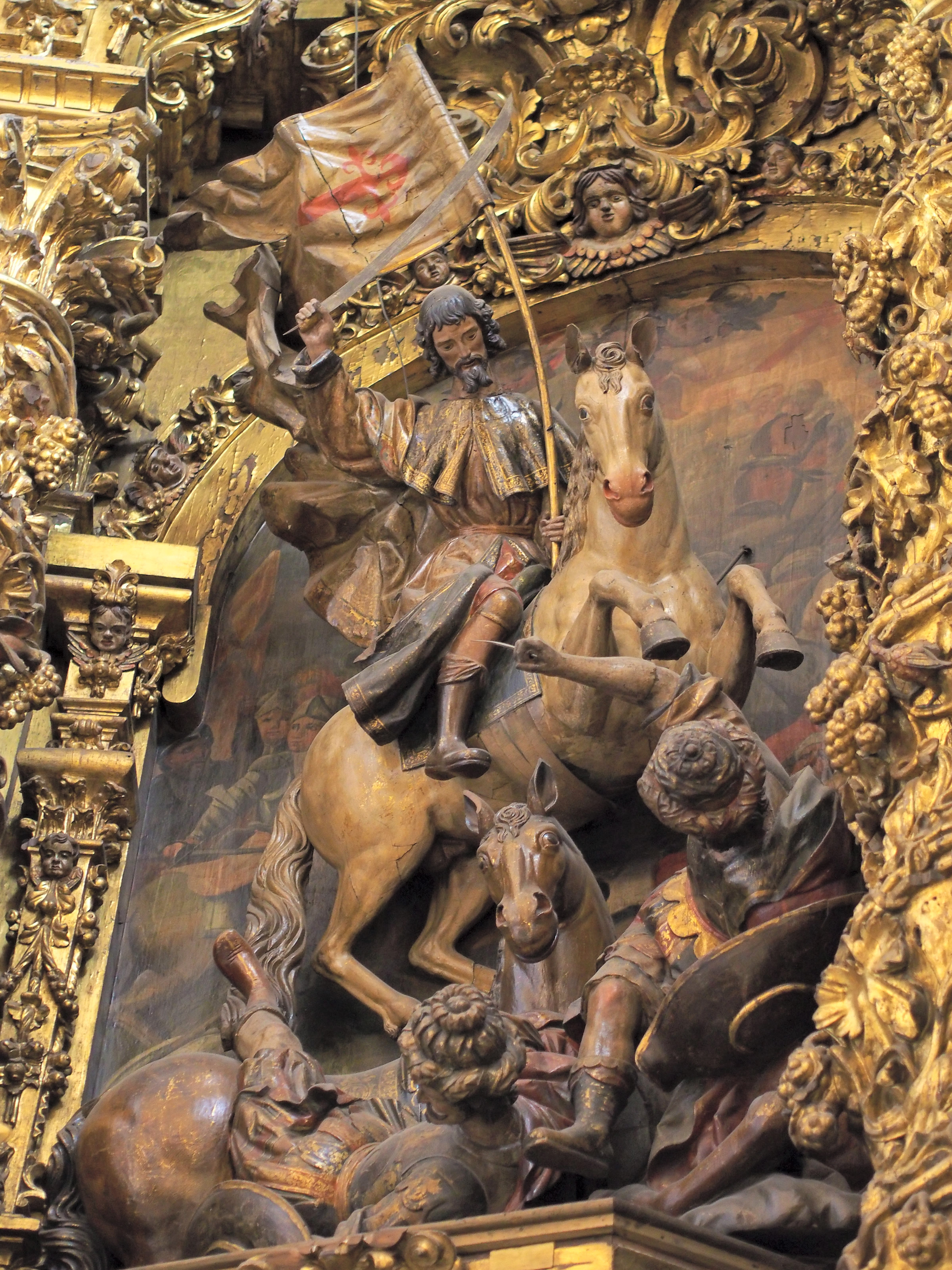
Santiago Matamoros, en la Iglesia de Santiago Apóstol, Valladolid, obra de Juan de Ávila

En pintura y escultura se suele representar a Santiago el Apóstol Peregrino, portando el bastón y sombrero de peregrino adornado con una concha (en referencia a las peregrinaciones del denominado Camino de Santiago a la tumba del apóstol, descubierta poco antes de 813 en el lugar donde se levantó posteriormente la catedral de Santiago de Compostela). La figura típicamente española de Santiago Matamoros, el apóstol como guerrero, aparece blandiendo una espada, sobre un caballo blanco que arrolla un grupo de moros (denominación convencional de los musulmanes).
Puesto que durante la Edad Media, Hungría junto a Alemania e Italia era una de las tierras desde donde más gente partía hacia Santiago de Compostela, siendo bien conocido el culto del apóstol ya desde comienzos del siglo XII, algunos académicos han hallado paralelismos entre la figura de Santiago Matamoros y el culto al rey San Ladislao I de Hungría. Floris Holik descubrió la sorprendente analogía entre los poemas de Santiago y de san Ladislao, agregando que los del segundo pudieron haber sido fruto de la imitación consciente de los cantos en honor al apóstol, lo que habría facilitado a los peregrinos la memorización. Sándor Bálint resaltó igualmente que ambos santos son personajes que luchan contra los infieles y defienden el mundo cristiano en la batalla, lo que pudo haber llevado a su eventual asociación posterior.
Una de las cuatro órdenes de caballería españolas surgidas durante la Reconquista se basa en la leyenda: la de Santiago, siendo las otras Calatrava, Alcántara y Montesa. 
Matamoros también es un apellido español.

## En Hispanoamérica
Los conquistadores españoles de América tomaron a Santiago Matamoros como su protector, ocupando los indígenas paganos el lugar de los moros musulmanes como los enemigos de la fe. Por ello, durante la colonización de Hispanoamérica fueron muy numerosas las ciudades fundadas con él como santo patrón, especialmente en el territorio del virreinato de la Nueva España.
En los Andes de Perú y Bolivia se venera al Tata Santiago, una representación de Santiago Matamoros propia de la región.

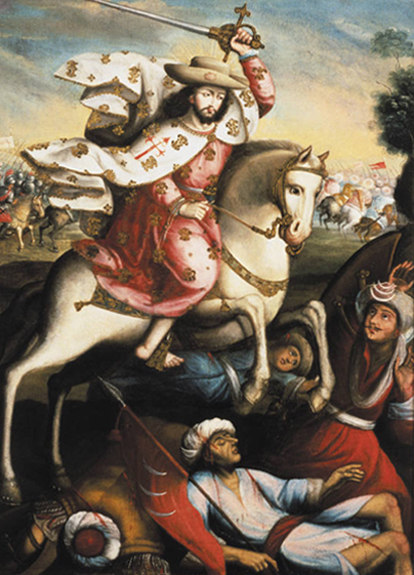
Santiago Matamoros, anónimo de la escuela de Cuzco, Perú;.

## Copatronazgo
En la década de 1620, se debatió en España si su santo patrón debía ser solo Santiago o una combinación de él y la recientemente canonizada Teresa de Jesús. Los promotores de Teresa indicaron que España se enfrentaba a nuevos desafíos, como la propagación del protestantismo y el declive del imperio, y necesitaban un santo patrón contemporáneo que comprendiera estos problemas. Los defensores del patronazgo tradicional de Santiago se opusieron fuertemente y acabaron venciendo, aunque Santa Teresa siguió siendo una santa muy popular. En noviembre de 1760, el papa Clemente XIII declaró oficialmente la Inmaculada Concepción patrona de España, y a Santiago patrón del pueblo español.